# Willy van Delden
Willy van Delden (* 30. Oktober 1890 in Ahaus; † 27. September 1977) war ein deutscher Textilfabrikant.

## Leben

### Herkunft und Familie
Willy van Delden entstammte einer alten Fabrikantenfamilie, die ihren Ursprung in den Niederlanden hatte. Sein Urgroßvater Jan van Delden (* 1798 in Deventer) war Fabrikant und mit Maria Elisabeth Sluiters verheiratet. Zwölf Kinder sind aus der Ehe hervorgegangen, darunter Gerrit van Delden, Gründer der Van-Delden-Textilgruppe in Gronau. Sein Großvater Friederich Theodor (* 1826 Nortdhorn) war Arzt in Emden und mit Martha Brons verheiratet. Seine Eltern waren Jan van Delden und Julia van Heek. Am 4. März 1922 schloss er in Bremen die  Ehe mit Bertha Haasemann. Fünf Söhne und eine Tochter sind aus der Ehe hervorgegangen.

### Unternehmen
Seine Ausbildung schloss er 1915 mit Promotion zum Dr.-Ing. ab und war Vorstand der 1883 durch seinen Vater Jan, dessen Bruder  Ysaak sowie den Gronauer Großonkeln  Gerrit und Matthieu gegründeten Westfälischen Jute-Spinnerei und Weberei, Europas größter Jutefabrik. 1972 wurde das Unternehmen in Textilwerke Ahaus AG umbenannt und 1987 von der Baumwollspinnerei Gronau (zur van Delden-Gruppe gehörend) übernommen. 1999 wurde das Unternehmen insolvent. Im Jahre 1958 konnte das Unternehmen das 75-jährige Bestehen feiern. Aus diesem Anlass hat der Stadtrat Ahaus ihm und seinem Cousin Gerrit Jan am 14. Juli 1958 in Anerkennung ihrer Verdienste die Ehrenbürgerschaft der Stadt verliehen. Willy van Delden war Vorsitzender des westfälischen Textilindustrieverbandes. Zudem war er von 1955 bis 1957 Vorstandsmitglied des Vereins Deutscher Ingenieure (VDI).

## Ehrungen
- 1955: Großes Verdienstkreuz der Bundesrepublik Deutschland
- 1958: Ehrenbürger der Stadt Ahaus
- 1971: Großes Verdienstkreuz mit Stern der Bundesrepublik Deutschland